# Мавийи-Мандело
Мавийи́-Мандело́ (фр. Mavilly-Mandelot) — коммуна во Франции, находится в регионе Бургундия. Департамент коммуны — Кот-д’Ор. Входит в состав кантона Бон-Север. Округ коммуны — Бон.
Код INSEE коммуны — 21397.

## Население
Население коммуны на 2010 год составляло 163 человека.
| 1962 | 1968 | 1975 | 1982 | 1990 | 1999 | 2010 |
| ---- | ---- | ---- | ---- | ---- | ---- | ---- |
| 175  | 154  | 144  | 146  | 152  | 153  | 163  |

## Экономика
В 2010 году среди 104 человек трудоспособного возраста (15—64 лет) 76 были экономически активными, 28 — неактивными (показатель активности — 73,1 %, в 1999 году было 67,0 %). Из 76 активных жителей работали 69 человек (40 мужчин и 29 женщин), безработных было 7 (3 мужчин и 4 женщины). Среди 28 неактивных 4 человека были учениками или студентами, 10 — пенсионерами, 14 были неактивными по другим причинам.